# Селективный мутизм
Селекти́вный мути́зм, также известный как электи́вный мути́зм — постоянная неспособность разговаривать в особых социальных ситуациях, когда от индивида ожидается, что он должен разговаривать, в то же время в других условиях индивид способен говорить. Чаще всего данное расстройство впервые проявляется в раннем детстве (обычно до 5 лет).

## Характеристика
Типично, что ребёнок с селективным мутизмом разговаривает дома или с близкими друзьями, но молчит с незнакомцами или в школе, хотя могут встречаться случаи прямо противоположные.

## Диагностика

### МКБ-10
Для постановки диагноза по Международной классификации болезней 10-пересмотра (МКБ-10) селективный мутизм должен превышать 4 недели, должно отсутствовать первазивное расстройство развития (F84, например, детский аутизм), и мутизм не должен быть обусловлен отсутствием достаточных знаний разговорного языка, требуемого в той социальной ситуации, в которой требуется разговаривать.

### DSM-5
Критерии американского Диагностического и статистического руководства по психическим расстройствам 5-го издания (DSM-5) схожи с диагностическими критериями МКБ-10. Для постановки диагноза должна наблюдаться неспособность говорить в конкретных социальных ситуациях, расстройство должно препятствовать образовательным или профессиональным достижениям или социальной коммуникации, продолжительность — не менее 1 месяца и невозможность говорить не должна быть связана с отсутствием знаний.

## Дифференциальная диагностика
Должны быть исключены коммуникативные расстройства и социофобия (социальное тревожное расстройство).